# Dremavščica
Dremavščica je potok, ki izvira v bližini naselja Pijava Gorica na jugovzhodnem robu Ljubljanskega barja. Kot desni pritok se izliva v reko Iščico, ta se nato izliva v Ljubljanico.